# 다윗과 밧세바
다윗과 밧세바는 구약성경에 나오는 부부이다. 원래 밧세바는 다윗의 신복인 우리아의 아내였다.

## 관련 작품
영화
- 다윗과 밧세바 (영화)

연극
- 다윗과 벳사베 1588년의 연극